# Renault 14

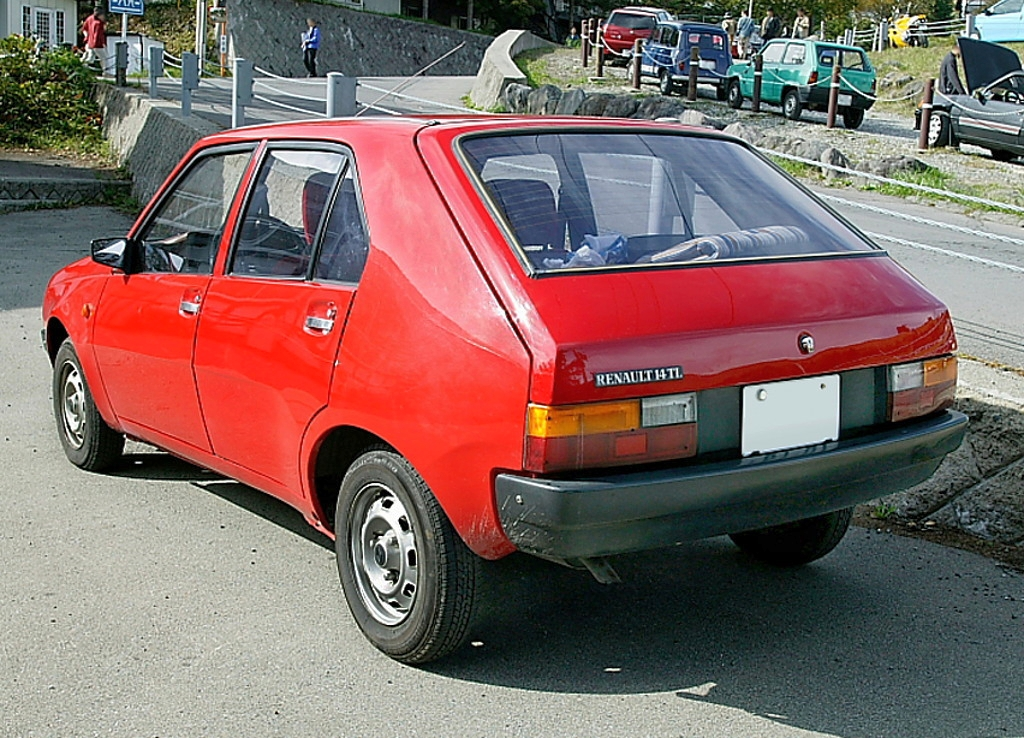
Parte trasera de un Renault 14 TL.

El Renault 14 es un automóvil de turismo del  producido por el fabricante francés Renault entre 1976 y 1983. Primer representante de la marca en el nuevo segmento C europeo, compitió entre otros con el Simca-Talbot Horizon, el Volkswagen Golf y el Fiat Ritmo, sucediendo indirectamente tanto al Renault 6 como al Renault 12. Fue sustituido a su vez por el Renault 11 en 1983.
El R14 se ofrecía únicamente con carrocería hatchback de cinco puertas. Entre el equipamiento se destacaban los asientos traseros abatibles y la rueda de recambio en el vano motor.

## Historia
El Renault 14 fue desarrollado en colaboración con Peugeot. Su diseño fue concebido por Robert Broyer, que anteriormente había diseñado el Renault 12. Su presentación en Francia se realizó en mayo de 1976, siendo director de proyectos Bernard Hanon. Su línea redondeada de formas vanguardistas le confería un aspecto muy particular que creaba opiniones positivas y negativas, con sus pros y sus contras muy acusados.[cita requerida]  La aparición en Francia de una campaña publicitaria, comparando el modelo con una pera, motivó diversas chanzas, lo que ocasionó la retirada rápida de la campaña.[cita requerida]  Aunque el modelo se comportaba bien, en el mercado de los vehículos compactos no cubrió las expectativas de la dirección de la empresa, que pensaba que iba a lograr desbancar al por entonces mito europeo, el Volkswagen Golf.
Cuatro años después de su salida en Francia, en 1976, fue comercializado en España. Fue fabricado en la factoría de Palencia desde la inauguración de la misma, con dos versiones GTL y GTS de equipamientos y potencias diferenciadas que permitían una escala de precios adecuados al mercado. 

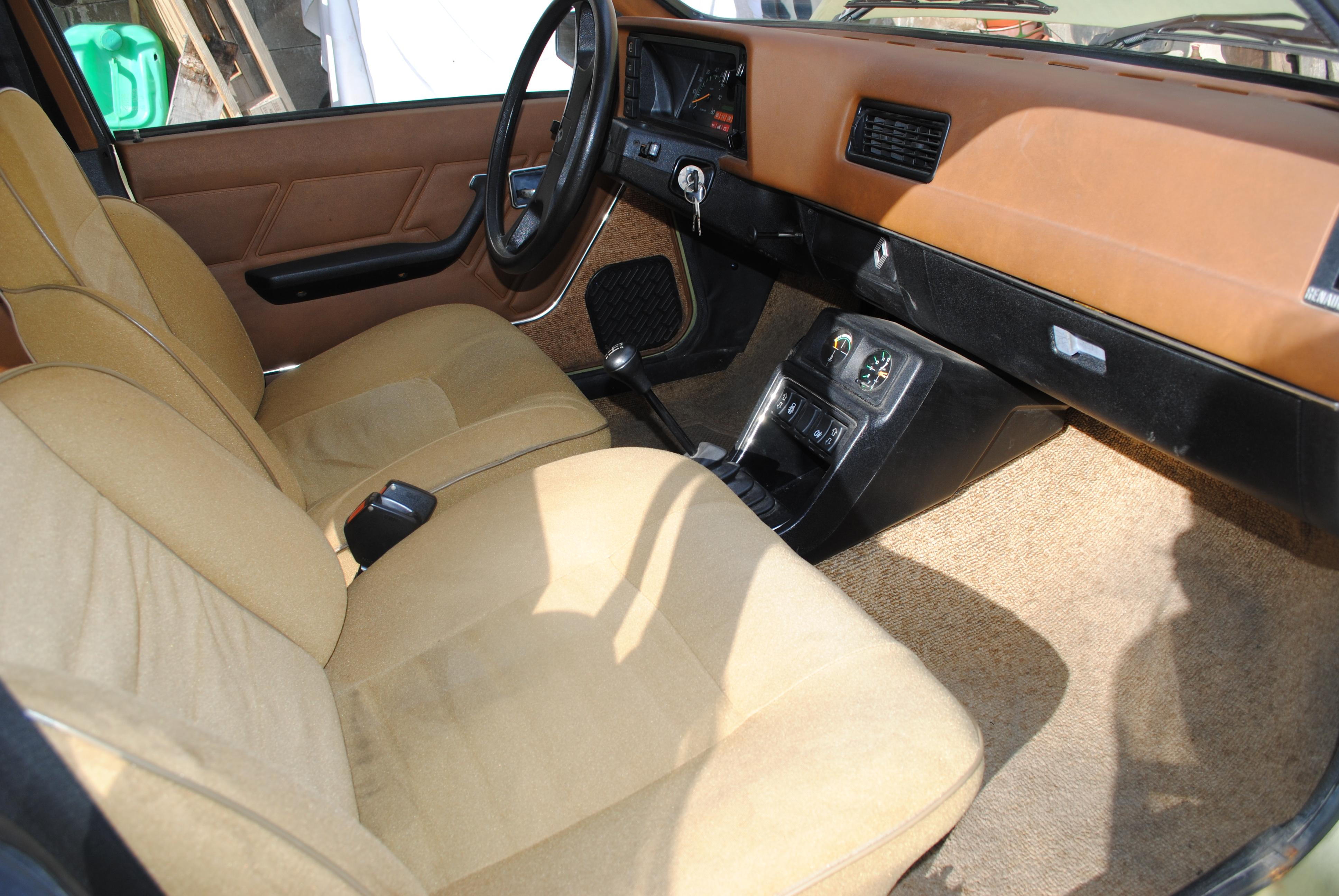
El interior de un Renault 14 TS de 1979.

El 14 GTS estaba dotado de equipamientos tales como los elevalunas eléctricos delanteros y el cierre centralizado de las puertas, representando todo ello un avance comercial importante ya que dichos elementos se montaban por aquel entonces en modelos más costosos. Mecánicamente era equivalente al modelo francés TS, aunque carecía de los asientos deportivos de pétalo del TS, así como el degradé en gris de las aletas delanteras. A cambio, los dos modelos españoles poseían molduras laterales de protección que los modelos franceses nunca equiparon. La ruptura de los acuerdos entre las firmas Renault y PSA hizo desaparecer el modelo.

## Motorizaciones
El motor de cuatro cilindros estaba inclinado 72° hacia atrás. La caja de cambios estaba ubicada en el cárter, proyecto de las marcas francesas Renault, Peugeot y Citroën. Sus frenos delanteros eran de disco y los traseros de tambor.
Los motores eran todos de gasolina: uno de 1218 cc de cilindrada con carburador Solex 32 PVISA que desarrollaba 58 CV (42 kW) de potencia máxima a 6000 rpm o 69 CV (51 kW); y otro de 1360 cc con bloque de aluminio y 60 CV (44 kW) o 70 CV (52 kW).Montaban carburadores Solex CICSA de dos cuerpos 32/35 de starter manual. Ambos se hacían en la factoría de motores conjunta de Lille y también fueron montados en los modelos Peugeot 104   y 205, Citroën Visa y C15, y Talbot Samba. Fue el primer Renault con motorización transversal.[cita requerida]
El 1,2 litros de 58 CV estaba asociado a los niveles de equipamiento L, TL y GTL, y el de 69 CV al acabado TS; este último se fabricó entre 1979 y 1980. En 1980, para el motor de 1218 cc se introdujo un carburador vertical Solex 32 que sustituyó al horizontal, lo que hizo aumentar la potencia a 59 CV a 5500 rpm, haciendo el coche más agradable de conducir y disminuyendo el consumo. El 1,4 litros de 60 CV, estrenado en 1982, se vendía con el acabado GTL (1982-1983), y el de 70 CV fue puesto a la venta en 1980 con los niveles de equipamiento LS, TS y GTS.
| Periodo                                           | 1976-1980             | 1976-1983             | 1978-1982             | 1982-1983                          | 1979-1980                          | 1980-1983             |           |           |           |           |           |           |           |           |           |
| Tipo de motor                                     | L4 8v, carburación    | L4 8v, carburación    | L4 8v, carburación    | L4 8v, carburación de doble cuerpo | L4 8v, carburación de doble cuerpo |                       |           |           |           |           |           |           |           |           |           |
| Identificación del motor (Française de mécanique) | 129                   | 129                   | 129                   | 150D                               | 145                                | 150                   |           |           |           |           |           |           |           |           |           |
| Identificación del motor (Renault)                | X5G (*)               | X5G (*)               | X5G (*)               | X5J                                | X6G (*)                            | X6J (*)               |           |           |           |           |           |           |           |           |           |
| Identificación del motor (PSA)                    | XZ5                   | XZ5                   | XZ5                   | XY7                                | XZ5X                               | XY6B                  |           |           |           |           |           |           |           |           |           |
| Diámetro x carrera                                | 75 mm x 69 mm         | 75 mm x 69 mm         | 75 mm x 69 mm         | 75 mm x 77 mm                      | 75 mm x 69 mm                      | 75 mm x 77 mm         |           |           |           |           |           |           |           |           |           |
| Cilindrada                                        | 1218 cm³              | 1218 cm³              | 1218 cm³              | 1360 cm³                           | 1218 cm³                           | 1360 cm³              |           |           |           |           |           |           |           |           |           |
| Potencia máxima: CV (kW) @ rpm                    | 57 CV (43 kW) @ 6000  | 57 CV (43 kW) @ 6000  | 57 CV (43 kW) @ 6000  | 60 CV (45 kW) @ 5250               | 69 CV (52 kW) @ 6000               | 70 CV (53 kW) @ 6000  |           |           |           |           |           |           |           |           |           |
| Par máximo: Nm @ rpm                              | 92 Nm @ 3000          | 92 Nm @ 3000          | 92 Nm @ 3000          | 105 Nm @ 2500                      | 96 Nm @ 3000                       | 106 Nm @ 3000         |           |           |           |           |           |           |           |           |           |
| Tracción                                          | Delantera             | Delantera             | Delantera             | Delantera                          | Delantera                          | Delantera             | Delantera | Delantera | Delantera | Delantera | Delantera | Delantera | Delantera | Delantera | Delantera |
| Transmisión                                       | Manual, 4 velocidades | Manual, 4 velocidades | Manual, 4 velocidades | Manual, 4 velocidades              | Manual, 4 velocidades              | Manual, 5 velocidades |           |           |           |           |           |           |           |           |           |
| Peso                                              | 865 kg                | 865 kg                | 865 kg                | 890 kg                             | 880 kg                             | 890 kg                |           |           |           |           |           |           |           |           |           |
| Velocidad máxima                                  | 143 km/h              | 143 km/h              | 144 km/h              | 148 km/h                           | 155 km/h                           | 160 km/h              |           |           |           |           |           |           |           |           |           |
| Consumo combinado (L/100 km)                      | 8,2                   | 8,2                   | 8,1                   | 7,2                                | 8,3                                | 8,1                   |           |           |           |           |           |           |           |           |           |

(*) Estos nombres nunca se han utilizado, es una extrapolación de estos motores en el nuevo sistema de designación de motores Renault.
Al principio, Renault y Peugeot usaban los mismos tipos de motores (designaciones Française de Mécanique), en la década de 1980, cada uno usaba sus propias designaciones.
El "motor X" tipo X5J  (1360 cm³) del Renault 14 GTL (de 1982) es el único que se beneficia de las nuevas designaciones de Renault. La designación de los motores está organizada en 3 caracteres: una letra, un número, una letra (Ejemplo: C1J, X5J, F2N ...).
- La primera letra designa el bloque del motor: X ("motor X") o C ("motor Cleon-Fonte") ...;
- El número corresponde al tipo de motor: 5 para gasolina de culata semiesférica, carburador de cuerpo único; 6 para gasolina con cabeza semiesférica, carburador de doble cuerpo; ...
- La última letra corresponde a la capacidad cúbica:

- G de 1150 a 1249 cm³
- J de 1350 a 1449 cm³